# Eustenogaster agilis
Eustenogaster agilis är en getingart som först beskrevs av Smith 1861.  Eustenogaster agilis ingår i släktet Eustenogaster och familjen getingar. Inga underarter finns listade i Catalogue of Life.